# UE Engordany
Unió Esportiva Engordany – andorski klub piłkarski z siedzibą w Engordany.

## Sukcesy
- Wicemistrzostwo Andory: 2017/18
- Puchar Andory: 2018/19

## Obecny skład
Stan na 31 sierpnia 2019.
| Nr | Poz. | Piłkarz                    |
| -- | ---- | -------------------------- |
| 1  | BR   | Jesús Coca                 |
| -  | BR   | Gerardo Rubio              |
| -  | BR   | Octavi de Brauwer Lopez    |
| 2  | OB   | Walter Wagner              |
| 3  | OB   | Christian Cellay (kapitan) |
| 17 | OB   | Marrufo                    |
| 18 | OB   | David Villanueva           |
| -  | OB   | Pedro Muñoz                |
| -  | OB   | Brian Maneiro              |
| -  | OB   | Lucas Maciel               |
| -  | OB   | Tiago Flores               |
| -  | OB   | Matías Rudler              |
| 6  | PO   | Hamza Ryahi Bouharma       |
| 8  | PO   | Mario Spano                |

| Nr | Poz. | Piłkarz                  |
| -- | ---- | ------------------------ |
| 16 | PO   | Sébastien Jacques Aguero |
| -  | PO   | Cristopher Pousa         |
| -  | PO   | Nikola Zugic             |
| -  | PO   | Marc Ferré               |
| -  | PO   | Tete                     |
| 7  | NA   | Luigi San Nicolas        |
| 11 | NA   | Sergio Leal              |
| 19 | NA   | Sebastián Gómez          |
| 24 | NA   | Figliamonte              |
| 25 | NA   | Omar Camara              |
| -  | NA   | Junior Kobon             |
| -  | NA   | Morgan Lafont            |
| -  | NA   | Aaron Sánchez            |

## Europejskie puchary
Legenda do wszystkich tabel:
- Q – runda eliminacyjna, 1/16, 1/8, 1/4, 1/2 – odpowiednia faza rozgrywek, Grupa – runda grupowa, 1r gr – pierwsza runda grupowa, 2r gr – druga runda grupowa, F – finał, R – runda, PO – play-off
- k. – rzuty karne, los. – losowanie, Dogr. – dogrywka, w. – zasada bramek strzelonych na wyjeździe

| Sezon   | Rozgrywki   | Runda | Klub                | Dom     | Wyjazd  | Ogólnie |
| ------- | ----------- | ----- | ------------------- | ------- | ------- | ------- |
| 2018/19 | Liga Europy | PQ    | SS Folgore/Falciano | 2–1     | 1–1     | 3–2     |
| 2018/19 | Liga Europy | 1Q    | Kajrat Ałmaty       | 0–3     | 1–7     | 1–10    |
| 2019/20 | Liga Europy | PQ    | La Fiorita          | 2–1     | 1–0     | 3–1     |
| 2019/20 | Liga Europy | 1Q    | Dinamo Tbilisi      | 0–1     | 0–6     | 0–7     |
| 2020/21 | Liga Europy | PQ    | Zeta                | 1–3 (D) | 1–3 (D) | 1–3 (D) |